# Apodemus peninsulae
Apodemus peninsulae és una espècie de mamífer rosegador de la família dels múrids. Es troba a l'Àsia nord-oriental, incloent-hi l'Extrem Orient Rus, la Xina meridional, la península de Corea, Sakhalín i Hokkaidō. Té una llargada de cap a gropa de 80-118 mm, amb una cua de 75-103 mm.